# Calystegia brummittii
Calystegia brummittii är en vindeväxtart som beskrevs av P.P.A.Ferreira och Sim.-bianch. Calystegia brummittii ingår i släktet snårvindor, och familjen vindeväxter. Inga underarter finns listade i Catalogue of Life.